# Ильиногорское сельское поселение
Ильиногорское сельское поселение — муниципальное образование в Демянском муниципальном районе Новгородской области России.
Административный центр — деревня Шишково. Ранее (до ноября 2017 года) центр находился в деревне Ильина Гора. В июле 2018 года центром одноимённого Ильиногорского поселения как административно-территориальной единицы Демянского района также определена деревня Шишково вместо деревни Ильина Гора

## География
Территория сельского поселения расположена на юго-востоке Новгородской области, к востоку от Демянска. По территории сельского поселения протекает река Явонь.

## История
Ильиногорское сельское поселение было образовано в соответствии с законом Новгородской области от 11 ноября 2005 года № 559-ОЗ. Весной 2010 года было упразднено и вновь образовано путём объединения наряду с упразднёнными Вотолинским и Шишковским во вновь образованное Ильиногорское сельское поселение с административным центром в деревне Ильина Гора.
На территории сельского поселения до 12 апреля 2010 были расположены 18 населённых пунктов (деревень): Заручевье, Зелёная, Ильина Гора, Крутуша, Кузнецовоо, Ляховичи, Мошино, Острешно, Пахомовщина, Ползуны, Поцепово, Роговичи, Сыропятово, Твёрдово, Фишово, Хозюпино, Чижово, Щеглово.
С 12 апреля 2010 года из состава прежнего Шишковского сельского поселения вошли 6 населённых пунктов (деревень): Кожевниково, Мирохово, Михеево, Намещи, Скобово, Шишково; а из состава прежнего Вотолинского сельского поселения вошли 15 населённых пунктов (деревень):Андрехново, Васильевщина, Воздухи, Вотолино, Заборовье, Лашково, Марково, Медянки, Монаково, Мстижа, Палагино, Плещеево, Пустошка, Соболево, Усадьба.
На основании постановления Новгородской областной Думы № №372-5ОД от 10 декабря 2012 года «Об упразднении статуса населённых пунктов Ильиногорского поселения Демянского района» был упразднён статус населённых пунктов  деревни Андрехново, деревни Воздухи, деревни Мирохово, деревни Монаково в связи с утратой ими признаков населённых пунктов. Законом Новгородской области № 216-ОЗ от 1 марта 2013 года эти деревни были исключены из состава сельского поселения.

## Население
| 2010 | 2012 | 2013 | 2014 | 2015 | 2016 | 2017 |
| ---- | ---- | ---- | ---- | ---- | ---- | ---- |
| 682  | ↘645 | ↘612 | ↘580 | ↘565 | ↘536 | ↘529 |
| 2021 |      |      |      |      |      |      |
| ↗648 |      |      |      |      |      |      |

## Состав сельского поселения
| №  | Населённый пункт | Тип населённого пункта          | Население |
| -- | ---------------- | ------------------------------- | --------- |
| 1  | Васильевщина     | деревня                         | 0         |
| 2  | Вотолино         | деревня                         | 172       |
| 3  | Заборовье        | деревня                         | 0         |
| 4  | Заручевье        | деревня                         | 0         |
| 5  | Зелёная          | деревня                         | 4         |
| 6  | Ильина Гора      | деревня                         | 134       |
| 7  | Кожевниково      | деревня                         | 5         |
| 8  | Крутуша          | деревня                         | 4         |
| 9  | Кузнецово        | деревня                         | 18        |
| 10 | Лашково          | деревня                         | 0         |
| 11 | Ляховичи         | деревня                         | 7         |
| 12 | Марково          | деревня                         | 0         |
| 13 | Медянки          | деревня                         | 7         |
| 14 | Михеево          | деревня                         | 0         |
| 15 | Мошино           | деревня                         | 0         |
| 16 | Мстижа           | деревня                         | 9         |
| 17 | Намещи           | деревня                         | 12        |
| 18 | Острешно         | деревня                         | 0         |
| 19 | Палагино         | деревня                         | 0         |
| 20 | Пахомовщина      | деревня                         | 4         |
| 21 | Плещеево         | деревня                         | 3         |
| 22 | Ползуны          | деревня                         | 5         |
| 23 | Поцепово         | деревня                         | 3         |
| 24 | Пустошка         | деревня                         | 1         |
| 25 | Роговичи         | деревня                         | 2         |
| 26 | Скобово          | деревня                         | 7         |
| 27 | Соболево         | деревня                         | 3         |
| 28 | Сыропятово       | деревня                         | 0         |
| 29 | Твёрдово         | деревня                         | 0         |
| 30 | Усадьба          | деревня                         | 18        |
| 31 | Фишово           | деревня                         | 0         |
| 32 | Хозюпино         | деревня                         | 1         |
| 33 | Чижово           | деревня                         | 13        |
| 34 | Шишково          | деревня, административный центр | 221       |
| 35 | Щеглово          | деревня                         | 29        |